# Douglas, Arizona
Douglas je grad u američkoj saveznoj državi Arizona. Prema popisu stanovništva iz 2010. u njemu je živjelo 17,378 stanovnika.